# 全国争取变革协议
全国争取变革协议（西班牙語：Acuerdo Nacional por el Cambio）是厄瓜多尔的一个已不存在的左翼政党联盟。该联盟成立于2016年5月10日，由民主左翼、人民团结、帕恰库蒂克多民族团结运动等左翼政党和组织组成。2017年，该联盟解散。该联盟的意识形态是社会主义。该联盟的协调员是恩里克·阿亚拉。